# Ratcliffe Culey (slott)
Ratcliffe Culey är ett slott i civil parish Witherley, i distriktet Hinckley and Bosworth, Storbritannien. Det ligger i grevskapet Leicestershire och riksdelen England, i den södra delen av landet, 150 km nordväst om huvudstaden London. Ratcliffe Culey ligger 79 meter över havet.
Terrängen runt Ratcliffe Culey är platt.Runt Ratcliffe Culey är det tätbefolkat, med 442 invånare per kvadratkilometer. Närmaste större samhälle är Tamworth, 12,9 km väster om Ratcliffe Culey. Trakten runt Ratcliffe Culey består till största delen av jordbruksmark.